# Instituto Cultural Chileno-Japonés

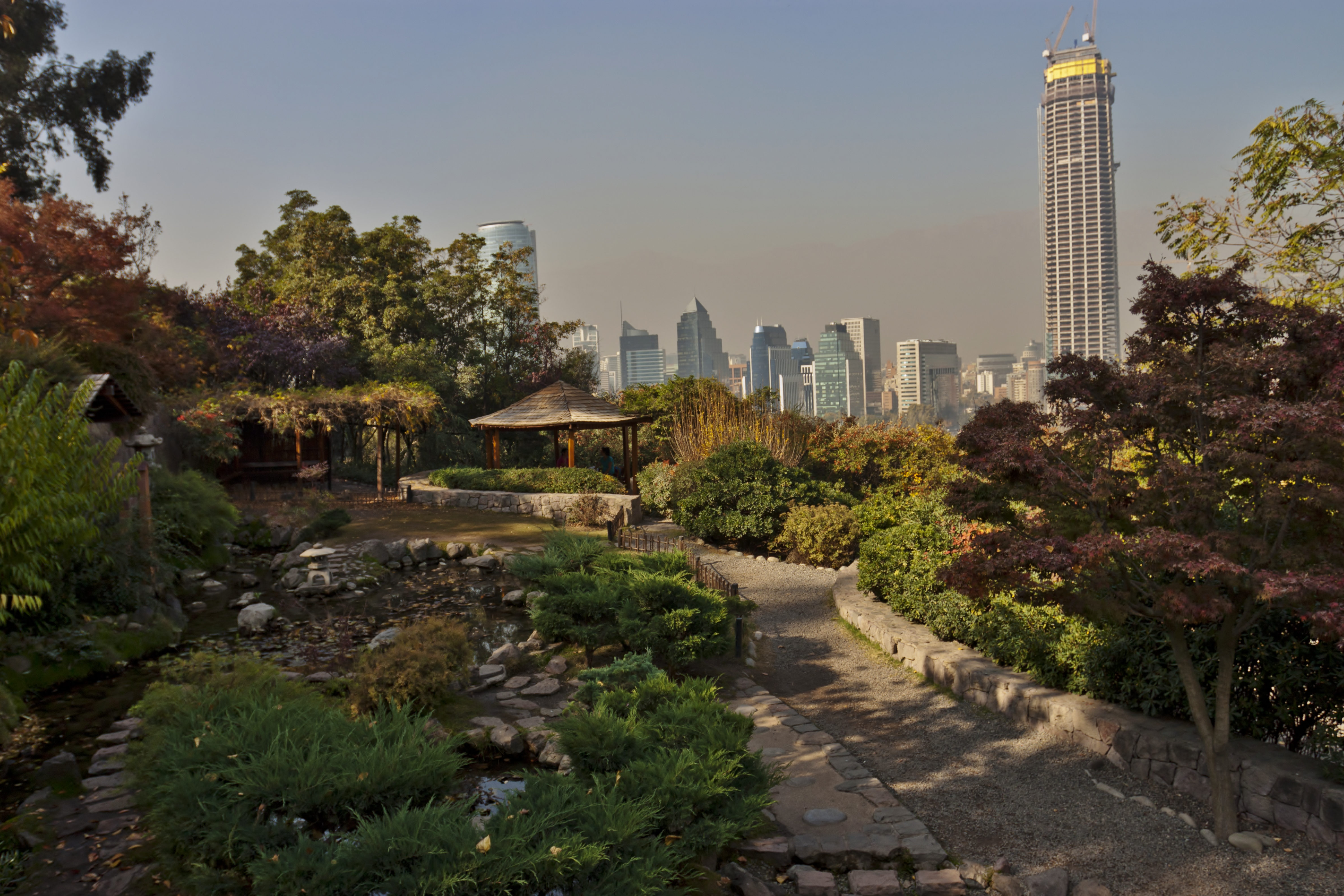
Jardín Japonés Santiago de Chile

El Instituto Cultural Chileno-Japonés nace en el año 1940 con la finalidad de promover las relaciones de amistad entre Chile y Japón, mediante el incremento de una mutua cooperación cultural, científica y de cualquier otro orden. 
 Es una organización de derecho privado sin fines de lucro, fundada bajo decreto supremo número 4042 del Ministerio de Justicia y Derechos Humanos de Chile.

Desde el 14 de enero de 2014 cuenta con el patrocinio del Ministerio de Relaciones Exteriores de Chile para todas las actividades de difusión cultural organizadas.

Está formado por socios activos y honorarios.

Desde el año 2015, también cuenta con el patrocinio del Ministerio de las Culturas, las Artes y el Patrimonio.

## Ubicación
El Instituto Cultural Chileno-Japonés se encuentra en Avenida Seminario 15, comuna de Providencia.

## Objetivos de su creación
- Propender a un mayor conocimiento de los diversos aspectos de la vida en Japón por medio de conferencias, publicaciones, cine, radio y otros medios de difusión.
- Promover el intercambio cultural y científico promocionando exposiciones artísticas e industriales.
- Propiciar el intercambio de visitas de hombres públicos, artistas, escritores y representantes de las diversas actividades culturales de ambos países.
- Propiciar el intercambio de hombres de ciencias, profesores y alumnos.
- Estimular la cooperación entre las Universidades e Institutos Culturales entre ambos países.

## Actividades
- Cursos de Idioma Japonés
- Cursos de arte de Japón y estética japonesa
- Cursos de Manga
- Cursos de Gastronomía de Japón
- Talleres de Kanzashi
- Talleres de Amigurumi
- Talleres de Sumi-e
- Talleres de Origami
- Talleres de Historia del Japón
- Talleres de Kirigami
- Talleres de Kumihimo
- Talleres de Chigiri-e
- Talleres de Caligrafía japonesa
- Concursos literarios
- Demostraciones de Ikebana
- Exposiciones de Anime